# Кредитор
Кредито́р (от лат. creditor — веритель, от лат. credo — верю) или заимодатель — физическое, юридическое лицо или субъект, один из участников гражданского правоотношения (обязательства), который в этом обязательстве имеет право потребовать от другого участника такого правоотношения — должника (заёмщика, потребителя услуг) определённого поведения.

## История
На окончание XIX столетия Кредитор (веритель, заимодавец) — лицо, имеющее право требования по обязательству, в противоположность должнику, а в более тесном смысле означает кредитора по денежному долгу, заимодавца. 
В обязательстве может быть несколько кредиторов (так называемая множественность кредиторов), при этом каждый из них может требовать от должника исполнения в определённой доле либо, в случаях, предусмотренных в договоре или в законе, — в полном объёме (например, при неделимости предмета обязательства, при совместной выдаче поручительства, совместном причинении вреда, совместном предоставлении услуг). См. также гражданская ответственность.
В более узком смысле, чаще используемом экономистами или бухгалтерами, кредитор — сторона в кредитных отношениях, предоставляющая средства (кредитные ресурсы) на условиях возвратности, срочности и платности. Предоставление кредитных ресурсов в денежной форме называется ссудой, которая погашается денежным платежом.
В бухгалтерском учёте термин, применяемый для обозначения гражданина или юридического лица, перед которым данная организация имеет задолженность, отражённую в её балансе (кредиторскую задолженность).

## Официальное толкование

### Правовой акт России
- Ст. ст. 307, 308 Гражданского кодекса России.